# Ma che amore/Il mio bambino
Ma che amore/Il mio bambino è un 45 giri della cantante italiana Iva Zanicchi, pubblicato nel 1972.

## Tracce
Lato A
- Ma che amore - 4:45 - (Bruno Canfora - G. Perretta)

Lato B
- Il mio bambino - 3:15 - (Mogol - Lucio Battisti)